# سيدني هوارد سميث
سيدني هوارد سميث (بالإنجليزية: Sydney Howard Smith)‏ مواليد 03 فبراير 1872 في غلوسترشير، المملكة المتحدة - الوفاة 27 مارس 1947 في غلوسترشير، المملكة المتحدة، كان لاعب كرة مضرب بريطاني بدأ مسيرته كمحترف سنة 1891 وكان يلعب باليد اليمنى، اعتزل اللعب في 1906. كما أنه أحد أبطال الجراند سلام. أعلى تصنيف له في الفردي كان المركز الـ 2 في سنة 1899.

## النهائيات

### الفردي: الوصافة 1
| النتيجة | السنة | البطولة  | الأرضية | المنافس        | النتيجة            |  |
| ------- | ----- | -------- | ------- | -------------- | ------------------ |  |
| الوصافة | 1900  | ويمبلدون | عشبية   | ريجنالد دوهرتي | 8–6, 3–6, 1–6, 2–6 |  |

### الزوجي: 5 (الألقاب 2, الوصافة 3)
| النتيجة | السنة | البطولة  | الأرضية | الشريك      | المنافس                     | النتيجة                  |  |
| ------- | ----- | -------- | ------- | ----------- | --------------------------- | ------------------------ |  |
| الفوز   | 1902  | ويمبلدون | عشبية   | فرانك ريسلي | ريجنالد دوهرتي لورنس دوهرتي | 4–6, 8–6, 6–3, 4–6, 11–9 |  |
| الوصافة | 1903  | ويمبلدون | عشبية   | فرانك ريسلي | ريجنالد دوهرتي لورنس دوهرتي | 4–6, 4–6, 4–6            |  |
| الوصافة | 1904  | ويمبلدون | عشبية   | فرانك ريسلي | ريجنالد دوهرتي لورنس دوهرتي | 1–6, 2–6, 4–6            |  |
| الوصافة | 1905  | ويمبلدون | عشبية   | فرانك ريسلي | ريجنالد دوهرتي لورنس دوهرتي | 2–6, 4–6, 8–6, 3–6       |  |
| الفوز   | 1906  | ويمبلدون | عشبية   | فرانك ريسلي | ريجنالد دوهرتي لورنس دوهرتي | 6–8, 6–4, 5–7, 6–3, 6–3  |  |

## روابط خارجية
- سيدني هوارد سميث على موقع رابطة محترفي التنس (الإنجليزية)
- سيدني هوارد سميث على موقع الاتحاد الدولي لكرة المضرب (الإنجليزية)
- سيدني هوارد سميث على موقع كأس ديفيز (الإنجليزية)
- سيدني هوارد سميث على موقع أرشيف التنس.كوم (الإنجليزية)
- سيدني هوارد سميث على موقع خلاصة التنس.كوم (الإنجليزية)